# Stator

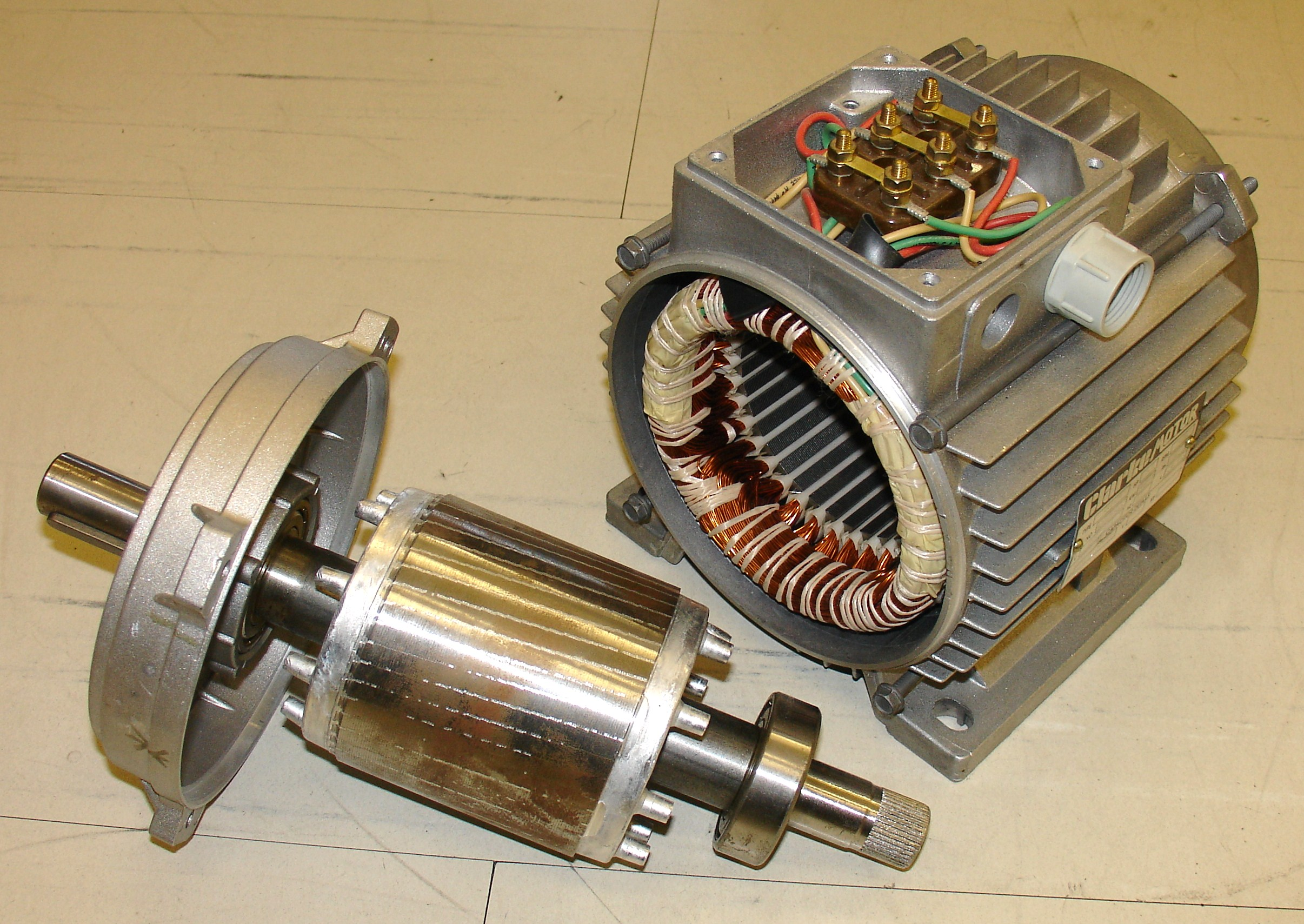
Stator (till höger) och rotor i en elektrisk motor

Stator är den stationära (ej roterande) delen i exempelvis en elektrisk motor eller generator.